# Menkokia blandii
Menkokia blandii là một loài tò vò trong họ Ichneumonidae.